# USS LST-510
O USS LST-510 foi um navio de guerra norte-americano da classe LST que operou durante a Segunda Guerra Mundial.